# Serie 2100 de CP
La serie 2100 de Comboios de Portugal es un conjunto de trenes automotores eléctricos fabricados en 1970 y destinados inicialmente a los servicios de la línea de Sintra y los servicios regionales de la línea del Norte. A principio de los años noventa, se destinaron a los servicios regionales desde Entroncamento, Coímbra y Abrantes.
A partir de 2003, serían reformadas para crear la nueva serie la 2240. Las 2101 a 2124 están reconstruidas respectivamente como 2267, 2261, 2260, 2246, 2249, 2293, 2257, 2268, 2270, 2262, 2290, 2255, 2275, 2272, 2277, 2273, 2244, 2276, 2278, 2281, 2283, 2284, 2243 y 2288.

## Características técnicas
Partes Mecánicas (fabricante): Sorefame
Año de Entrada en Servicio: 1970
Velocidad Máxima: 120 km/h
Motores de Tracción (fabricante): Groupment D'electrification
Potencia (ruedas): 1735 kW (2360 Cv)
Ancho de Via: 1668 mm
Disposición de ejes:  2´2´+Bo' Bo'+2´2´
Transmisión (fabricante): Siemens / AEG / Oerlinkon
Freno (fabricante): Jourdain Monneret
Tipo de locomotora (constructor): U. T. E.
Diámetro de ruedas (nuevas): Motor: 1000 mm; remolques: 850 mm
Número de cabinas de conducción: 2
Freno automático: Aire comprimido
Areneros (número): 8
Sistema de hombre muerto: Oerlikon - Sifa
Comando en unidades múltiples: Hasta 3 U. T. E.s
Lubrificadores de verdugos (número y fabricante): 4 Lubrovia Especial
Registrador de velocidad (fabricante): Hasler
Esfuerzo de tracción:
- En el arranque: 11 650 kg
- En el reg. cont.: 6800 kg
- Velocidad correspondiente al régimen continuo: 63 km/h
- Esfuerzo de tracción a velocidad máxima: 1500 kg

Pesos (vacío) (T):
- Transformador: 3,1
- Motor de tracción: 1,500
- Bogies (motor): 11,5
- Bogies (libres): 5,0

Pesos (aprovisionamientos) (T):
- Aceite del transformador: 0,800
- Arena: 0,240
- Personal y herramientas: 0,200
- Agua de WC: 0,900
- Total: 2,140

Equipamiento Eléctrico de Tracción:
- Transformador:
- Constructor: BBC
- Potencia total: 1200 kVA
- Graduador:
- Constructor y tipo: BBC - NU 28
- Rectificador:
- Constructor: AEG
- Asambleas: puente Graetz
- Intensidad en el arranque y Tipo: 2300 A

Transmisión de movimiento:
- Constructor: Siemens, AEG, BBC
- Tipo: MG 400
- Potencia en régimen continuo: 4 x 295 = 1180 kW
- Potencia en régimen monohorario: 4 x 320 = 1280 kW
- Características Esenciales: Suspensión por el morro; Auto-ventilados; Motor de corriente ondulada; Relación de Transmisión 107:21

Equipamiento de suministro eléctrico:
- Constructor: Groupement
- Características esenciales: Por resistencias tubulares